# HMS Fame (H78)
«Фейм» (H78) (англ. HMS Fame (H78)) — військовий корабель, ескадрений міноносець типу «F» Королівського військово-морського флоту Великої Британії за часів Другої світової війни та ВМС Домініканської Республіки у післявоєнний час.
«Фейм» був закладений 5 липня 1933 на корабельні компанії Parsons Marine Steam Turbine Company, Волсенд. 26 квітня 1935 увійшов до складу Флоту Метрополії Королівських ВМС Великої Британії. Корабель проходив службу у складі Середземноморського флоту в 1930-ти роки, брав участь в Абіссінській кризі, патрулював води біля Іспанії під час Громадянської війни.
З початком Другої світової у водах метрополії, активно діяв у Норвезькій кампанії, доки не отримав серйозні пошкодження у жовтні 1940 року. Після ремонту перекваліфікований в ескортний міноносець та виконував завдання із супроводження конвоїв у Північній Атлантиці; потопив дві німецькі субмарини U-353 та U-69. З травня 1944 року включений до сил вторгнення до Західної Європи. Під час висадки в Нормандії потопив ще один човен U-767, після чого повернувся до ескортних функцій на морських шляхах поблизу Шотландії, де ніс службу до кінця війни. У лютому 1949 року проданий до ВМС Домініканської Республіки, де служив до 1968 року.

## Дизайн, конструкція та озброєння
«Фейм» (H78) належав до есмінців типу «F», що були модифікованою версією попереднього типу «E». Корпус «Фейм» мав загальну довжину між перпендикулярами — 100,3 м, бімс — 10,1 м та осадку до 3,8 м. Водотоннажність бойового корабля становила: стандартна — 1 405 та повна — 1 940 довгих тонн відповідно.
Головна енергетична установка становила три триколекторні Адміралтейських котли з пароперегрівником і два одноступінчатих редуктора. Три турбіни (високого, низького тиску та крейсерського ходу) і редуктор становили турбозубчатий агрегат. Розміщення ГЕУ — лінійне. Котли розміщувалися в ізольованих відсіках, турбіни — у загальному машинному відділенні, при цьому були відокремлені від турбін водонепроникною перегородкою. Робочий тиск пару — 21 кгс/см² (20,3 атм.), температура — 315 °С (600 °F).
Проєктна потужність становила 36 000 к.с., що мало забезпечити максимальну швидкість ходу (при повному навантаженні) в 31,5 вузлів (58,3 км/год). Запас палива зберігався в паливних танках, ємністю 470 тонн мазуту, що забезпечувало дальність плавання 6 840 миль (12 670 км) 12-вузловим ходом (37 км/год) або 6350 миль (11 760 км) 15-вузловим ходом. Екіпаж лідера становив 145 офіцерів та матросів.
Корабельна артилерія головного калібру (ГК) есмінця «Фейм»: чотири 120-мм універсальних швидкострільних гармат QF Mark IX з довжиною ствола 45 калібрів у поодиноких установках типу CP Mk.XVII 'A', 'B', 'X', та 'Y' на центральній осі корабля, що утворювали дві передні та дві кормові вогневі позиції. Максимальний кут піднесення +40°, зниження на −10°. Маса снаряда 22,7 кг, початкова швидкість — 807 м/с. Гармати мали швидкострільність 10-12 пострілів на хвилину на дальність — 15 520 м. Боєзапас становив 200 пострілів на ствол.
Основу зенітного озброєння становили два 12,7-мм зчетверені зенітні кулемети Vickers .50 між трубами корабля на спеціальних платформах з боєзапасом 10 000 набоїв на зенітну установку.
Торпедне озброєння складалося з двох чотиритрубних 21-дюймових (533-мм) торпедних апаратів Mark IX, що розташовувався в кормовій частині корпусу на осьовій лінії.
Протичовнове озброєння есмінця складалося з 20 глибинних бомб, 1 бомбоскидача на кормі і 2 бомбометів; напередодні війни кількість глибинних бомб збільшили до 38.
У середині 1940 року корабель зазнав модифікацій: замість торпедних апаратів на ньому встановили зенітну гармату QF 12-pounder 12 cwt. Однак, вже у жовтні того ж року після наскоку на мілину та капітального ремонту, що надійшов, есмінець перетворили на ескортний міноносець. Гарматна установка 'A' була замінена на бомбометну протичовнову установку «Хеджхог» із запасом 70 бомб. Також демонтували установку 'Y'. Радар типу 286 був модифікований та радар визначення цілей типу 271 встановили над містком. Засоби ППО посилили за рахунок встановлення чотирьох 20-мм зенітних автоматичних гармат «Ерлікон». У червні 1943 року 12,7-мм зчетверені зенітні кулемети Vickers .50 також замінили на «Ерлікони». Башту 'A' повернули, трохи потіснив установку «Хеджхог».

## Історія
Ескадрений міноносець «Фейм» був замовлений Британським Адміралтейством 17 березня 1933 року компанії Parsons Marine Steam Turbine Company в Волсенді, хоча корпус виготовлявся Vickers-Armstrongs, як субпідрядником. 26 квітня 1935 корабель, разом з сістер-шипом «Файрдрейк» (H79) увійшов до складу 6-ї флотилії есмінців Флоту Метрополії Королівських ВМС Великої Британії. Однак, з початком Абіссінської кризи його перевели до Середземноморського флоту, де він узяв участь у Другій італо-ефіопській війні в ролі спостерігача.
З 20 липня по 10 листопада проходив роботи з модернізації, звідсіля прибув до складу сил, що запроваджували контроль ембарго озброєння обом сторонам конфлікту в Іспанії. У січні 1937 повернувся до Британських островів. У липні 1937 відвідав з офіційним візитом данський Орхус, від туди знову повернувся до берегів Іспанії. З вересня 1937 до початку війни у складі 6-ї флотилії есмінців, яку перейменували у квітні 1939 на 8-у.
З початком Другої світової війни есмінець «Фейм» разом з іншими кораблями флоту патрулював води Британії, супроводжував великі кораблі флоту. Так, 4 січня 1940 року ескортував лінійний корабель «Нельсон» до Портсмуту з Лох-Ів, який постраждав у наслідок підриву магнітної міни.
Весною 1940 року включений до британських сил, що виділялися на забезпечення висадки морського десанту в норвезькому Бьорвіку. Брав активну участь у подіях битви за Нарвік, а з початком евакуації союзних військ з Буде до Гарстада та Боркенеса — прикривав транспортні і десантні судна.
4 червня 1940 року у складі ІІ Ескортної групи з крейсерами «Ковентрі», «Саутгемптон» та есмінцями «Гавелок», «Бігл», «Файрдрейк» та «Ділайт».
6 липня 1940 року під час пошуку пошкодженого човна «Шарк» біля норвезького Егерсунда «Фейм» дістав пошкоджень внаслідок вибуху бомби та тривалий час перебував у ремонті. А вже за тиждень після відновлення корабель ескортував лінкор «Кінг Джордж V» та в темряві на швидкості налетів на мілину біля нортумберлендського узбережжя, ззаду на нього налетів ескадрений міноносець «Ашанті», який пошкодив кормову частину. «Фейм» дістав серйозних пошкоджень у результаті морської аварії й був у напівзатопленому стані біля берега до 1 грудня. Тільки 2 лютого 1941 року його відбуксували до Chatham Dockyard і протягом наступних 18 місяців його капітально ремонтували та переобладнували на ескортний міноносець.
У вересні 1942 року корабель завершив відновлювальні роботи та увійшов до складу Ескортної групи B6. Першим завданням есмінця було супроводження атлантичного конвою SC 104, який прямував з канадських Сіднея та Кейп-Бретона до Ліверпуля. Проте, конвой піддався масованим атакам німецької «вовчої зграї» з восьми підводних човнів, у наслідок нападів яких, ціною втрати власних двох човнів, U-661 та U-353, 8 транспортних суден було потоплено й ще два бойових кораблі зазнали пошкоджень. Німецька субмарина U-353 була атакована «Феймом», який глибинними бомбами спочатку примусив німців спливти, а потім протаранив та потопив ворожий підводний човен. Втім, через пошкодження зазнані у результаті тарану, змусили британський ескортний міноносець покинути конвой та відбути на ремонт.
У грудні 1942 року корабель був відновлений та розпочав конвоювання ON 155. Через атаку німецьких човнів на другий конвой — ON 154 — есмінцю довелося лишити свої кораблі та поспішити на допомогу товаришам. Командир «Фейм», командер Хескот змінив на чолі ескортної групи C1 її командира, який після п'яти діб безперервних атак, втративши 14 суден конвою, просто впав знепритомнілий від безсилля.
У лютому 1943 року Ескортна група B6 супроводжувала конвой ONS 165, який піддався атакам німців та втратив два судна, потопивши два німецьких човни. Один з цих човнів, U-69, був потоплений есмінцем «Фейм».
У травні 1944 року «Фейм» переведений до командування Південно-західних підходів з метою посилення угруповання флоту, що готувалися до вторгнення у Нормандію. Корабель став флагманським у 14-ій Ескортній групі. 18 червня 1944 року під час патрулювання в Ла-Манші потопив разом з есмінцями «Інконстант» та «Гавелок» німецьку субмарину U-767.
У липні 1944 переведений на патрулювання західного узбережжя Шотландії, де у складі сил флоту перебував до завершення Другої світової війни.
Після завершення війни есмінець «Фейм» зазнав процедуру переоснащення в Літі, передмісті Единбурга, після якого на відміну від більшості бойових кораблів залишився у складі флоту та був приписаний до ескортних сил Росайту, а згодом переведений кораблем старшого офіцерського складу до Лондондеррі.
У травні 1947 його перевели до резерву, а 4 лютого 1949 разом з есмінцем «Готспур» був проданий до ВМС Домініканської Республіки за 190 000 £ (за обидва кораблі) та ще 40 000 £ за дооснащення й ремонт. Есмінець «Фейм» перейменували на «Хенераліссімо» на честь домініканського диктатора Рафаеля Трухільйо, а в 1962 дали назву «Санчес». Проданий на брухт у 1968 році.